# Lisa Sokolov
Lisa Sokolov (* 24. September 1954 in Manhasset, Long Island, New York) ist eine US-amerikanische Sängerin des Creative Jazz und Musiktherapeutin.

## Leben und Wirken
Sokolov erhielt als Heranwachsende klassischen Klavier- und Gesangsunterricht. Aufgrund ihres Interesses an der Musik von John Coltrane besuchte sie dann das Bennington College in Vermont, an dem der Coltrane-Bassist Jimmy Garrison unterrichtete. Dort erhielt sie auch die Gelegenheit zur Ausbildung bei Bill Dixon, Jimmy Lyons, Milford Graves und bei den Komponisten Vivian Fine und Louis Calabro.
1977 zog sie nach New York City, wo sie seitdem mit Bassist William Parker zusammenarbeitet. Sie trat in einem Gesangs-Trio mit Jeanne Lee und Ellen Christi auf, aber auch mit Keyboarder Wayne Horvitz und Robin Holcomb. In den nächsten Jahren arbeitete sie mit Cecil Taylor, Rashied Ali, Andrew Cyrille, Mark Dresser, Jimmy Lyons, Irène Schweizer, Steve McCall, Butch Morris, Gerry Hemingway  und Hilton Ruiz. Sie trat auf internationalen Festivals wie in Spoleto, Montreux (1987), Havanna und Tampere auf. Neben der Arbeit mit ihrem eigenen Voice/Movement/Theatre sang sie in William Parkers Zyklus „Song Cycle“ (1992) ebenso wie mit seinem Little Huey Orchestra.
Sokolov entwickelte das Embodied VoiceWork, eine Methode der integralen Stimmentfaltung und Körperarbeit. Sie leitet seit 1985 die Vocal-Abteilung an der Tisch School of the Arts der New York University und steht auch dem Institute for Embodied Voice Work vor.

## Preise und Auszeichnungen
Sokolovs Album Presence wurde als „beste CD des Jahres 2004“ vom Cadence Magazine ausgezeichnet und erhielt fünf Sterne im Down Beat. 2005 wurde sie im Down Beat Critics Poll als „Rising Star“ bei den Sängerinnen benannt.

## Diskographische Hinweise
- Angel Rodeo (mit Jim McNeely, Mike Richmond, Badal Roy u. a.)
- Presence (2004, mit Cameron Brown, G. Hemingway, John DiMartino)
- A Quiet Thing
- Solo Live (DVD)